# Roberto Piatti
Roberto Michele Piatti (Torino, 29 luglio 1961) è un imprenditore e ingegnere italiano.

## Biografia
Entra a far parte del mondo dell'automobile e, mentre frequenta l'università, collabora alla rivista Auto & Design come contributing editor. Scrive libri sull'auto e collabora alla pagina Motori del quotidiano torinese La Stampa.
Dopo la laurea in Ingegneria meccanica al Politecnico di Torino, inizia la sua carriera lavorativa presso I.DE.A. Institute come project leader di progetti Automotive, maturando esperienze in paesi emergenti quale Cina, India e Sud America.
Nel 1996, Piatti accetta l'invito di Nuccio Bertone ed entra in Stile Bertone dove resta dieci anni e dove dal 1998 ricopre la carica di Direttore Generale. A lui si deve l'espansione della struttura e della gamma servizi della Stile Bertone ed il concepimento di progetti fortemente legati all'innovazione quali la Opel Filo (2001) e la Saab Novanta (2002) con tecnologia drive by wire ed il concetto architettonico espresso della Cadillac Villa (2005).
Appassionato velista, trasferisce l'esperienza maturata nel settore Automotive verso i settori nautici ed aeronautici.
Nel marzo 2006 fonda la Torino Design, società che si occupa di Automotive Design e di cui è proprietario e amministratore delegato. Riunisce un pool di esperti nei settori progetti e design, engineering e sviluppo modelli per l'auto e l'industrial design e grazie ad anni di collaborazioni con le industrie automobilistiche e di veicoli industriali del mondo, acquisisce una reputazione come azienda leader nell'Automotive Design.
In anni recenti Roberto Piatti contribuisce con la sua azienda allo sviluppo di molti veicoli innovativi legati alla mobilità sostenibile, ibridi ed elettrici, per costruttori e start up internazionali. Tra questi la collaborazione con Electromobility Poland per lo sviluppo di Stile della nuova gamma di veicoli elettrici.
Nel 2019, la Torino Design rende operativo il nuovo Centro Stile all'interno del comprensorio storico torinese di Villa Gualino , sulla collina torinese, grazie ad un accordo trentennale con la Regione Piemonte.

## Opere
Alfa Romeo s.z., G. Nada, 1989
Maserati Ghibli, Automobilia, 1992